# 西班牙语正写法
西班牙语正写法（西班牙語：Ortografía del español）是一套指导西班牙语书写的规则，其字母系统使用拉丁字母。其拼写可准确的反映音位，特别是与更加不透明的英语和爱尔兰语相比，具有字位到发音相对一致的映射；换句话说，其单词的发音可以在很大程度上根据其拼写预测；其标点符号与其它罗曼语族语言和英语类似。

## 字母表
西班牙文字母由27个字母组成:
A, B, C, D, E, F, G, H, I, J, K, L, M, N, Ñ, O, P, Q, R, S, T, U, V, W, X, Y, Z
它包含拉丁字母中的26个字母以及一个额外表示鼻上颚音的字母Ñ。因为Ñ是一个独立的字母，而不是加重音符的字母，所以它排在字母表N的后面。
另外还有三个发音使用两个字母来表示：ch、ll和rr。通常ch和ll作为独立的字母分别排在字母表的c和l后面。但是1994年，西班牙皇家语言学院抛弃了这种做法。因为这样做使得字母排列变得比其它欧洲语言困难和难以理解。通常我们称呼1994年前的标准为“传统排列”；1994年后的标准为“现代排列”。
此外，还有重音标志的字母á、é、í、ó和ú。字母ü用于字母组合güe和güi来表示u是发音的，因为其它的组合gue、gui中，u是不发音的。
| 西班牙语字母 | 西班牙语字母 | 西班牙语字母 | 西班牙语字母 | 西班牙语字母 | 西班牙语字母 | 西班牙语字母 | 西班牙语字母 | 西班牙语字母 | 西班牙语字母 | 西班牙语字母 | 西班牙语字母 | 西班牙语字母 | 西班牙语字母 | 西班牙语字母 | 西班牙语字母 | 西班牙语字母 | 西班牙语字母 | 西班牙语字母 | 西班牙语字母 | 西班牙语字母 | 西班牙语字母 | 西班牙语字母 | 西班牙语字母 | 西班牙语字母 | 西班牙语字母 | 西班牙语字母 | 西班牙语字母 | 西班牙语字母 | 西班牙语字母 |
| ------------ | ------------ | ------------ | ------------ | ------------ | ------------ | ------------ | ------------ | ------------ | ------------ | ------------ | ------------ | ------------ | ------------ | ------------ | ------------ | ------------ | ------------ | ------------ | ------------ | ------------ | ------------ | ------------ | ------------ | ------------ | ------------ | ------------ | ------------ | ------------ | ------------ |
| A            | a            | (Á           | á)           | B            | b            | C            | c            | (Ch          | ch)          | D            | d            | E            | e            | (É           | é)           | F            | f            | G            | g            | H            | h            | I            | i            | (Í           | í)           | J            | j            | K            | k            |
| L            | l            | (Ll          | ll)          | M            | m            | N            | n            | Ñ            | ñ            | O            | o            | (Ó           | ó)           | P            | p            | Q            | q            | R            | r            | S            | s            | T            | t            | U            | u            | (Ú           | ú)           | (Ü           | ü)           |
| V            | v            | W            | w            | X            | x            | Y            | y            | Z            | z            |              |              |              |              |              |              |              |              |              |              |              |              |              |              |              |              |              |              |              |              |

## 拼写法
西班牙语中的大多数单词，按其给定的文字可以读出明确的发音；主要的例外情况是字母⟨x⟩，它通常代表/ks/或/s/，但是也会代表/x/或/ʃ/，特别是在中世紀西班牙語时代的专有名词，如在“México”或“Pedro Ximénez”中的⟨x⟩，都是/x/。伊比利亚半岛的罗曼语族不同语言的拼写规则相近但不相同，包括葡萄牙语、加泰罗尼亚语、加利西亞語。
相反却不成立，一个给定的发音却可能有多种不同的拼写方法。主要问题是：
- ⟨b⟩和⟨v⟩的发音同为/b/；
- 在⟨e⟩和⟨i⟩前，⟨j⟩和⟨g⟩的发音同为/x/；
- 不发音的⟨h⟩；
- 对一些不区分/ʝ/与/ʎ/的语言使用者，⟨y⟩、⟨ll⟩、⟨hi⟩的发音相同；
- 在元音前，⟨hu⟩、⟨gu⟩、⟨bu⟩的发音同为/w/ （虽然许多语言使用者可以区分这些组合的一些或全部）；
- 对非西班牙中北部的语言使用者，⟨c/z⟩和⟨s⟩的发音同为/s/；
- 偶尔有一些使用重音符号来区分的两个词发音相同，如 tú 和 tu，sí 和 si，más和mas。

| 发音       | 在⟨e/i⟩之前                     | 其它位置                   |
| ---------- | ------------------------------- | -------------------------- |
| /θ/ 或 /s/ | ⟨c⟩ (或一些外来语中的⟨z⟩或⟨s⟩） | ⟨z⟩ 或 ⟨s⟩                 |
| /k/        | ⟨qu⟩ （或一些外来语中的⟨k⟩）    | ⟨c⟩ （或一些外来语中的⟨k⟩) |
| /kw/       | ⟨cu⟩                            | ⟨cu⟩                       |
| /x/        | ⟨g⟩ 或 ⟨j⟩ （或墨西哥⟨x⟩）      | ⟨j⟩ （或墨西哥⟨x⟩）        |
| /ɡ/        | ⟨gu⟩                            | ⟨g⟩                        |
| /ɡw/       | ⟨gü⟩                            | ⟨gu⟩                       |

### 辅音
| 字母                     | 上下文                                                                                               | 音标                                            | 例词                                                                                    | 在英语或汉语拼音中的相同或相似发音                                                                                         |
| ------------------------ | --- | ----------------------------------------------- | --------------------------------------------------------------------------------------- | --- |
| b 或 v                   | 在停顿之后的单词开头， 或在⟨m⟩或⟨n⟩之后                                                              | [b]                                             | ;                                                                                       | 几乎与英语⟨b⟩相同；如：about。除了它是一个完全的浊音。                                                                     |
| b 或 v                   | 其它位置（例如：在一个跨过单词边界的元音之后，或是任何⟨m⟩或⟨n⟩以外的其它辅音）                       | [β]                                             | ;                                                                                       | 介于 baby 和 bevy 之间（象英语中的⟨v⟩，但是用上唇代替上牙）                                                                |
| c                        | 在⟨e⟩或⟨i⟩之前                                                                                       | [θ] （中部和北部西班牙）或 [s] （大多其它地区） | ;                                                                                       | 在中部和北部西班牙同英语清辅音⟨th⟩ (在thing中）， 在其它地区同英语⟨s⟩ （在sass中）                                         |
| c                        | 其它位置                                                                                             | [k]                                             | ;                                                                                       | 同一些情况下的英语⟨k⟩或⟨c⟩；如skull、scan、picking （不吐气，不同于英语中 /k/ 在开头的吐气音，如can）；汉语拼音⟨g⟩         |
| ch                       | 任何位置                                                                                             | [tʃ]                                            | ;                                                                                       | 同英语⟨ch⟩；church |
| d                        | 在停顿后的单词首，或在⟨l⟩或⟨n⟩后                                                                     | [d]                                             | ;                                                                                       | 几乎与英语⟨d⟩相同；adore。除了它是一个完全的浊音，且舌尖抵住上齿；                                                         |
| d                        | 其它位置                                                                                             | [ð]                                             | ;                                                                                       | 同英语浊音⟨th⟩；如：this                                                                                                   |
| f                        | 任何位置                                                                                             | [f]                                             | ;                                                                                       | 同英语⟨f⟩；如：face |
| g                        | 在⟨e⟩或⟨i⟩前                                                                                         | [x] 或 [h]                                      |                                                                                         | 近似一个强的英语⟨h⟩音，如⟨ch⟩在苏格兰语 loch 或德语 Bach 中）；同汉语拼音的⟨h⟩                                             |
| g                        | 不在⟨e⟩或⟨i⟩前，且在停顿后的单词首的，或在⟨n⟩之后                                                    | [ɡ]                                             | ;                                                                                       | 几乎与英语⟨g⟩相同，除了它是一个完全的浊音；如：ago                                                                         |
| g                        | 不在⟨e⟩或⟨i⟩前，且不在上面的情况中                                                                   | [ɣ]                                             | ;                                                                                       | 发音在轻的英语⟨g⟩和英语⟨h⟩之间（在 gold 和 ahold 之间）                                                                    |
| gu                       | 在⟨a⟩或⟨o⟩前，且在停顿后单词首，或在⟨n⟩后；但仅在一些方言中                                          | [ɡw]                                            | ;                                                                                       | 发音象⟨gu⟩在英语penguin中                                                                                                  |
| gu                       | 在⟨a⟩或⟨o⟩前，且不在上面的情况中                                                                     | [ɣw]                                            | ;                                                                                       | 近似英语⟨w⟩，但是前面带有一个软喉音                                                                                        |
| gu                       | 在⟨e⟩或⟨i⟩前，且在停顿后单词首，或在⟨n⟩之后                                                          | [ɡ]                                             |                                                                                         | 几乎与英语⟨g⟩相同，除了它是一个完全的浊音；如：ago                                                                         |
| gu                       | 在⟨e⟩或⟨i⟩前，且不在上面的情况中                                                                     | [ɣ]                                             | [ 2 ]                                                                                   | 发音在轻的英语⟨g⟩和英语⟨h⟩之间（在 gold 和 ahold 之间）                                                                    |
| gü                       | 在⟨e⟩或⟨i⟩前，且在停顿后的单词首或⟨n⟩之后；但仅在一些方言中                                          | [ɡw]                                            | ,                                                                                       | 发音象⟨gu⟩在英语penguin中                                                                                                  |
| gü                       | 在⟨e⟩或⟨i⟩前，且不在上面情况中                                                                       | [ɣw]                                            | [ 2 ]                                                                                   | 近似英语⟨w⟩，但是前面带有一个软喉音                                                                                        |
| h                        | 任何位置                                                                                             | (不发音)                                        | ;                                                                                       | 不发音（像是英语honour或hour中的⟨h⟩）                                                                                      |
| hi                       | 在元音前                                                                                             | [j] 或 [ʝ]                                      | ;                                                                                       | 与典型英语中的⟨y⟩相似或相同；如 you (但是经常发音更强，有时也会与英语jam的⟨j⟩相似                                          |
| hu                       | 在元音前                                                                                             | [w]                                             | ;                                                                                       | 同英语⟨w⟩；we （有时声音会接近英语Gwen中⟨gw⟩，或是cobweb中的⟨bw⟩）                                                         |
| j                        | 任何位置                                                                                             | [x] 或 [h]                                      | ; ;                                                                                     | 近似一个强的英语⟨h⟩音，如⟨ch⟩在苏格兰语 loch 或德语 Bach 中）；同汉语拼音的⟨h⟩                                             |
| k                        | 少见；仅出现在少量借词中                                                                             | [k]                                             |                                                                                         | 同一些情况下的英语⟨k⟩或⟨c⟩；如skull、scan、picking （不吐气，不同于英语中 /k/ 在开头的吐气音，如can）；汉语拼音⟨g⟩         |
| l                        | 任何位置                                                                                             | [l]                                             | ;                                                                                       | 同英语⟨l⟩ (特别是英式英语中清晰⟨l⟩，而不是美式英语中的dark ⟨l⟩；如：lull                                                   |
| ll                       | 任何位置                                                                                             | [ʎ] or [ʝ] （依方言不同）                       | ;                                                                                       | 与⟨lli⟩在英语millionk中近似（在一些方言中在英语⟨y⟩和⟨j⟩之间，如在 yes 和 Jess 之间）                                       |
| m                        | 除了单词尾的任何位置                                                                                 | [m]                                             | ;                                                                                       | 同英语⟨m⟩；madam |
| m                        | 单词尾                                                                                               | [n] 或 [ŋ] （依方言不同）                       |                                                                                         | 在英语⟨n⟩和⟨ng⟩间变化，如⟨ng⟩在英语sing中                                                                                  |
| n                        | 单词尾                                                                                               | [n] 或 [ŋ] （依方言不同）                       |                                                                                         | 在英语⟨n⟩和⟨ng⟩间变化，如⟨ng⟩在英语sing中                                                                                  |
| 不在其它辅音前的任何位置 | [n]                                                                                                  | ;                                               | 同英语⟨n⟩；nun                                                                          | |
| 在其它辅音之前           | [ɱ] [n] [ɲ] [ŋ]                                                                                      |                                                 | 同英语symphony中的⟨m⟩； 同英语中的⟨n⟩； 同英语canyon中的⟨ny⟩； 同英语sink或sing中的⟨ng⟩ | |
| ñ                        | 任何位置                                                                                             | [ɲ]                                             | ;                                                                                       | 与canyon相似 |
| p                        | 任何位置                                                                                             | [p]                                             | ;                                                                                       | 同一些情况下的英语⟨p⟩；如span或typing（不吐气，不同于英语中 /p/ 在开头的吐气音，如pan）；汉语拼音⟨b⟩                       |
| qu                       | 只在⟨e⟩或⟨i⟩之前出现                                                                                 | [k]                                             |                                                                                         | 同一些情况下的英语⟨k⟩或⟨c⟩；如skull、scan、picking （不吐气，不同于英语中 /k/ 在开头的吐气音，如can）；汉语拼音⟨g⟩         |
| r                        | 单词首、词素首或在⟨l⟩、⟨n⟩、⟨s⟩之后                                                                  | [r]                                             | ;                                                                                       | 颤音⟨r⟩ |
| r                        | 其它位置                                                                                             | [ɾ]                                             | ;                                                                                       | 闪音⟨r⟩；同美国英语的⟨dd⟩ 在ladder中或⟨tt⟩在latter中                                                                       |
| rr                       | 只出现在两个元音之间                                                                                 | [r]                                             |                                                                                         | 颤音⟨r⟩ |
| s                        | 在一个浊辅音之前（如⟨l⟩、⟨m⟩、⟨d⟩）                                                                  | [z]                                             | ;                                                                                       | 同典型英语中的⟨z⟩：is 或 busy；在西班牙北部和中部，这个发音发于舌尖而不是舌端，听起来声音介于 busy 和 pleasure 的⟨s⟩之间。 |
| s                        | 任何其它位置                                                                                         | [s]                                             | ;                                                                                       | 同典型英语中的⟨s⟩：sass；在西班牙北部和中部，这个发音发于舌尖而不是舌端，听起来声音介于 sea 的⟨s⟩与 she 的⟨sh⟩之间。       |
| sh                       | 少见；大多在英语借词中                                                                               | [ʃ] 或 [tʃ]                                     |                                                                                         | 同英语⟨sh⟩；sheesh |
| t                        | 任何位置                                                                                             | [t]                                             | ;                                                                                       | 同某些情况下的英语⟨t⟩；stand（不送气，与伴随送气的在英语单词首出现的/t/不同，如tan）。舌尖接触上牙而不是牙床。             |
| tl                       | 少见；大多在纳瓦特尔语借词中                                                                         | [tl] 或 [tɬ]                                    | ;                                                                                       | 近似与英语cat-like中组合的⟨tl⟩的声音                                                                                       |
| ts                       | 少见；在日语和俄语借词中，主要出现于日语的“つ”⟨tsu⟩和俄语的“Ц”；通常表示日本和俄语文化圈的人名和地名 | [ts]                                            | ;                                                                                       | 同英语cats中的ts；汉语拼音⟨c⟩                                                                                              |
| tx                       | 少见；在巴斯克语借词中                                                                               | [tʃ]                                            |                                                                                         | 同“ch” |
| tz                       | 少见；在借词中                                                                                       | [ts]                                            | ;                                                                                       | 同英语cats中的ts；汉语拼音⟨c⟩                                                                                              |
| tz                       | 在巴斯克语借词中                                                                                     | [tʃ]                                            | ;                                                                                       | 同“ch”和“tx” |
| w                        | 少见；在英语借词中                                                                                   | [w]                                             |                                                                                         | when （有时变为 /gw/ 或 /bw/）                                                                                             |
| w                        | 少见；在德语借词和西哥特名称中                                                                       | [b]                                             | ;                                                                                       | 与英语⟨b⟩相同；如：bib |
| x                        | 在大多单词的两个元音之间                                                                             | [ks]                                            | ;                                                                                       | 与英语⟨x⟩相同；如：taxi |
| x                        | 单词开头或在辅音之前                                                                                 | [ks] 或 [s]                                     | ;                                                                                       | 与英语⟨x⟩或⟨s⟩相同；如：max 或 mass                                                                                        |
| x                        | 在一些从纳瓦特尔语借用的地名中                                                                       | [x] 或 [h]                                      | ;                                                                                       | 近似一个强的英语⟨h⟩音，如⟨ch⟩在苏格兰语 loch 或德语 Bach 中）；同汉语拼音的⟨h⟩                                             |
| x                        | 在巴斯克语和加泰罗尼亚语等的少量单词中                                                               | [ʃ]                                             | Xela                                                                                    | 同英语⟨sh⟩；如：sheesh |
| y                        | 作为半元音（几乎总是在双元音中）                                                                     | [i] 或 [j]                                      | ,                                                                                       | 同英语⟨y⟩ （但是与另一个元音组成一个音节）；aye, boy                                                                       |
| y                        | 作为辅音                                                                                             | [j] 或 [ʝ]                                      | ;                                                                                       | 近似英语⟨y⟩或⟨j⟩，但是软一些；如 yes 或 Jess                                                                               |
| z                        | 通常在⟨e⟩或⟨i⟩前不会出现                                                                             | [θ] （中部和北部西班牙）或 [s] （大多其它地区） | ;                                                                                       | 在西班牙中部和北部，与英语中清辅音⟨th⟩（thing）相同； 在其它地区，与英语中⟨s⟩（sass）相同                                  |

### 元音
| 字母 | 音标 | 例词 | 英语近似音                                    |
| ---- | ---- | ---- | --------------------------------------------- |
| a    | [a]  |      | spa                                           |
| e    | [e]  |      | bet                                           |
| i    | [i]  | ; ;  | see                                           |
| y    | [i]  |      | see                                           |
| o    | [o]  |      | 在 coat（美式英语多于英式英语）和 caught 之间 |
| u    | [u]  | ;    | food                                          |

| 字母 | 音标 | 拼写                                                 | 例词 | 英语近似音 |
| ---- | ---- | ---------------------------------------------------- | ---- | ---------- |
| y    | [j]  | i 在元音前                                           | ;    | you        |
| w    | [w]  | u 在元音前 （但是在qu中或是在 e或i前的gu中，不发音） | ;    | wine       |

### 特殊和变音标记
尖音符
在两种情况下，元音字母需用尖音符标注“á, é, í, ó, ú, ý”：一是当单词的重音不符合通常规范时用于标注其重音（见后面内容），或是用于区分发音相同的两个不同的单词（见代字符号），如 el（定冠词）与 él（“他”）。
分音符
在 g 和 e/i 之间的 u 不发音，用于标识这是一个“强 g”发音为 /ɡ/ 而不是 /x/，所以“gue”发音为 /ɡe/，“gui”发音为 /ɡi/。字母 ü（ u 加上分音符号）用在这里以标识这个 u 是发音的，如 pingüino /pinˈgwino/。分音符号也会出现在西班牙语诗句中，偶尔也会用于连续两个元音时与双元音的区分，如 vïuda 发音为三个音节，这与英语 naïve 中的 ï 类似。
在 q 和 e/i 之间的 u 同样不发音，如 queso、química。但没有“qü”组合在一起的情况，而使用“cu”来实现（如 cuestión）。西班牙语原生词汇中没有“qua”或“quo”，也是由“cu”来代替（cuando）。当该组合出现时，通常是拉丁语用法，如statu quo，在这里的“u”发音，所以“ü”从来不需要出现在“q”之后。 以前在《2010常用拼写》中介绍过的单词如 cuórum（quorum）、cuásar（quasar）或Catar（Qatar）使用“q”来拼写，现在已不再出现。

### 重音符号和音节
西班牙语书写遵循一些明确的标注重音的规则。缺省情况下，当单词的以元音、 n 或 s 结尾时倒数第二个音节重音，以其它辅音结尾时最后一个音节重音。如果单词中含有标有尖音符的元音，则不遵循缺省规则。标注的重音因此会只出现在单词的某些形式中，例如 andén 的复数形式是 andenes。在很多情况下，重音在理解词意时是必不可少的，如 （我讲）、（他/她/它讲过）。
西班牙语单词要计算音节数和判断重音位置，一个未标记重音的闭元音（i 或 u）与一个其它元音在一起时，该序列被视为升双元音，算作一个音节。 一个音节的组成方式为 XAXX：X表示辅音、复辅音或跟本没有，A表示元音、双元音或三元音。双元音是由非重音的闭元音与另一个元音任意顺序构成（如  或 ）。三元音由头尾两个非重音的闭元音和中间一个其它元音构成（如  或 ）。西班牙语在书写  时无需重音符号，而重音在第一个 i。
1. ↑  在葡萄牙语和加泰罗尼亚语中，此情况算作两个音节。
2. ↑  在葡萄牙语和加泰罗尼亚语中，此情况需要标注重音符号 ，重音这时才在第一个 i。

当连续的元音中的闭元音标注有重音时，这个元音序列则被看作两个音节而不是双元音（即，它们间存在间隙）：例如， 与  各有两个音节。
字母 h 不被认为是元音之间的中断（所以  被认为是两个音节：ahu-mar；这在某些地区可能会有所不同， h  被用作双两个非重音的非元音之间的间隙，所以其发音会是a-hu-mar，虽然这种特性正在逐渐消失。）
标有重音符号的形容词（如 ）当其转化为副词而添加后缀  时，重音标记的位置不变（fácilmente），如果它们原先没有重音符号也不要加上（如  转化为 ）。这些以  结束的副词，发音时其主重音在最后部分的倒数第二音节，其形容词原形原先的重音——无论是标注了的（如fácilmente）还是未标注的（如libremente）——都表现为该副词的次重音。

### 特殊情况使用的重音符号

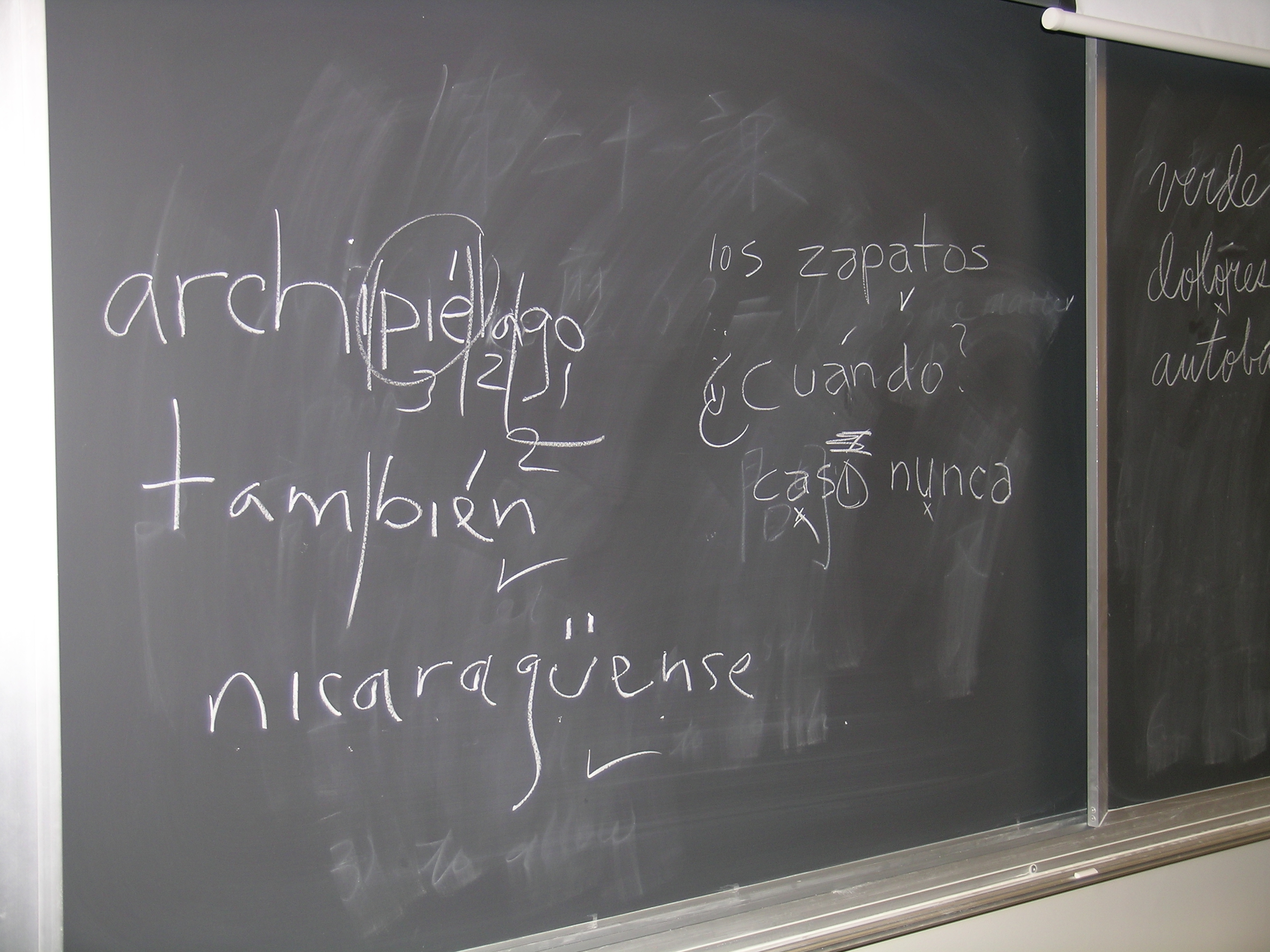
大学教室的黑板上，由学生尝试给西班牙语单词添加的“ü”和“尖音变音符”。

在许多情况下，同音异义词在其重音（或仅有的）音节上使用书面重音加以区别：例如，（“你”的宾格形式）与 (“茶”）；（第三人称反身代词）与（“我知道”或命令式第二人称单数的“be”）；（你的）与（你）。当相对和疑问代词具有相同的字母时（通常是这种情况），疑问代词要标重音符号，相对代词则不用：
 “Where are you going?”
 'Where you cannot find me.'
在诗句中，使用作为表示呼格：。直到2010年以前，⟨ó⟩被用在数字之前，以避免其与数字 0 相互混淆，（'7 或 9'）。在西班牙语语言学院协会第十届大会中视为使用不再需要的重音符号，因为键盘输入消除了数字⟨0⟩和字母⟨o⟩。

### 首字母大写
与英语比起来，西班牙语中的首字母大写比较少。一般来说，只有人和地点的名字、一些单词缩写使用首字母大写（如Sr. López，而señor López不大写)；书籍、电影、歌曲等的标题，仅第一个单词首字母大写（除非这个标题只有两个单词，第二个单词才有时侯首字母大写）；每个句字的第一个单词，企业、政府机构等的名字，首字母大写。国家或语言的名字、星期、月份不大写。

### 变化
西班牙皇家语言学院对西班牙语拼写规则作过许多次改革。

### 改革方案
一个墨西哥西班牙语的惯例，使用⟨x⟩而不是西班牙语标准拼写中的⟨j⟩来拼写某些土著词汇。这通常由于其原词（或现在的发音）包含清颚龈擦音 /ʃ/ 或另一个现代西班牙语中已经没有的咝音。这个特征最引人注目的词便是墨西哥这一名称 México（见墨西哥的名称）。西班牙皇家学院建议这样拼写。

## 键盘需求
在打字机上输入西班牙语或设置字体时，需要一些特殊字符： á、é、í、ó、ú、ý、ñ、Ñ、ï、ü、Ü、¿、¡；另外不必须但建议有：Á、É、Í、Ó、Ú、Ý。
在机械打字键盘上的实现方式是，键盘上包括一个单独的死键，其小写位置是尖音符( ´ )、其大写位置是分音符( ¨ )。有了这个键，即可以输入á、é、í、ó、ú 和 ü。另外还有一个分开的键：ñ/Ñ、¿ 和 ¡ 完成了所需的最低限。（西班牙语键盘并没有死键 ~，葡萄牙语键盘上有。）电子键盘上增加了一键，用于 ª 和 º，尽管不是必需的。（它们是有些古老的序数词缩写：1º 用于 primero，2ª 用于 segunda 等等。)
在 MS-DOS 操作系统和它的后继者Microsoft Windows中，增加了一对 ç/Ç，这在西班牙语中是不需要的，但是在加泰罗尼亚语、葡萄牙语和法语中需要；也支持了代有尖音符和分音符的大写字母 Á、É、Í、Ó、Ú、Ü。尽管在西班牙语不需要，另外一个死键——小写位是 ` （重音符）、大写位是 ^ （折音符）——被囊括。 加泰罗尼亚语需要的行中句点也出现了。为了给这些字符腾出空间，主要用于编程、科学和数学的字符——[、]、{、}、/、\、|、<、>——被移除，需要特的按键序列才可输入。

## 阿拉伯语字母
在十五世纪和十六世纪，西班牙语（以及葡萄牙语和拉迪諾語）有时会被摩里斯科人用阿拉伯语字母书写。这种西班牙语书写形式称作Aljamiado。